# Płat Riedla

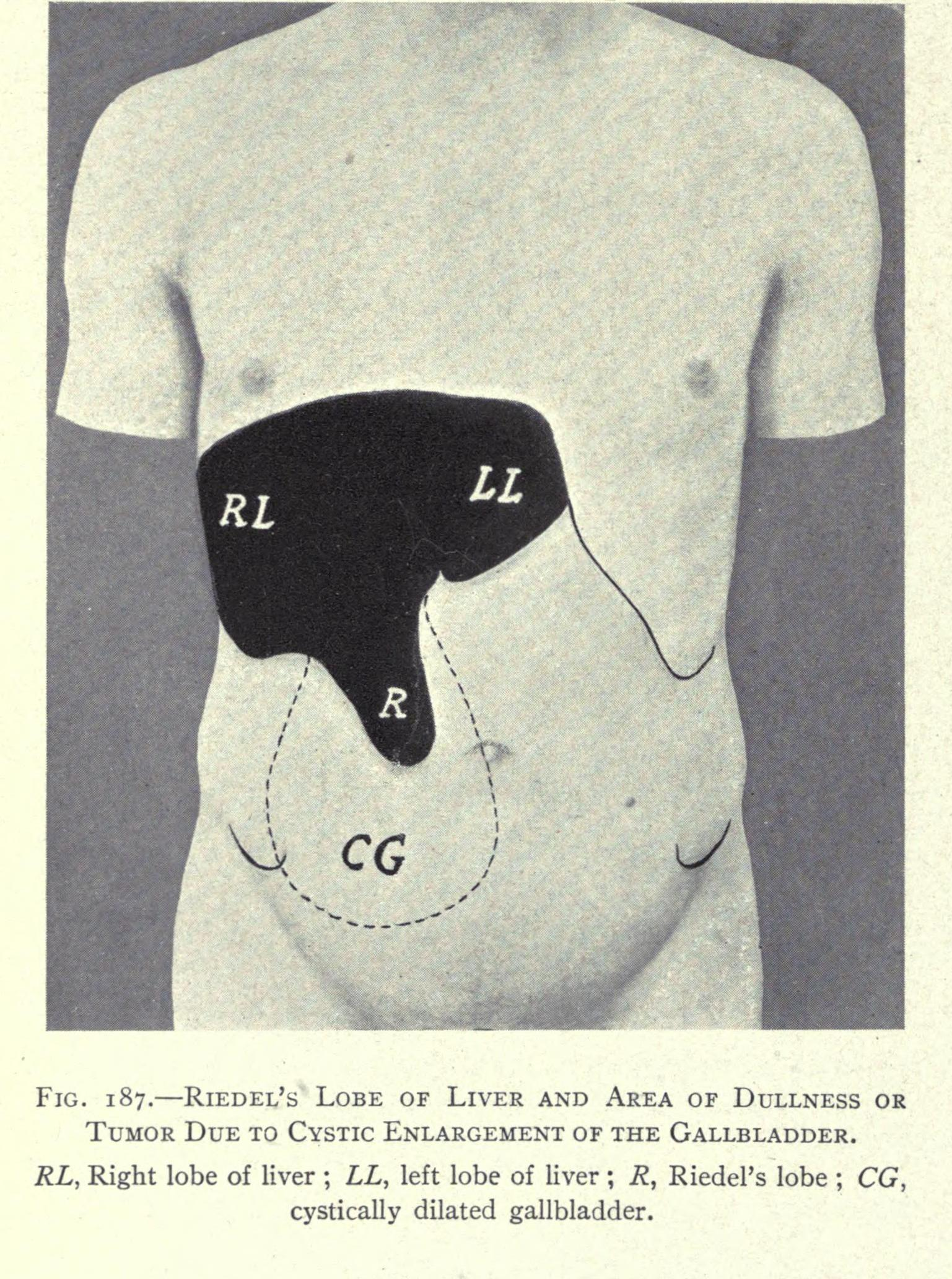
Schemat przedstawiający różnicowanie wątroby z płatem Riedla i rozdętego pęcherzyka żółciowego

Płat Riedla (ang. Riedel lobe, lobus appendicularis, lobus linguiformis) – wariant budowy anatomicznej wątroby człowieka, polegający na obecności długiego, językowatego wyrostka odchodzącego od prawego płata bocznie do pęcherzyka żółciowego. Pojęcie płata Riedla często spotykane jest w niemieckojęzycznej literaturze medycznej (niem. Riedel' Leberforsatz, Riedel' zungenförmiger Leberforsatz). Tę anomalię opisał niemiecki chirurg Bernhard Moritz Carl Ludwig Riedel w 1888 roku.
Obecność płata Riedla może być w badaniu ultrasonograficznym mylona z hepatomegalią.